# Ryota Igarashi
Ryota Igarashi (五十嵐 亮太, Igarashi Ryōta) est un lanceur de baseball né le 28 mai 1979 à Chiba, au Japon. Présentement sous contrat avec les Yankees de New York, il rejoint la Ligue majeure de baseball en 2010 après 11 années passées en NPB, au Japon, avec les Tokyo Yakult Swallows.

## Carrière

### Japon
Ryota Igarashi, un lanceur de relève droitier, joue en Championnat du Japon de baseball (NPB) pendant 11 saisons, de 1999 à 2009, s'alignant avec les Tokyo Yakult Swallows. En 451 parties, il lance 516 manches et un tiers, remportant 47 victoires contre 27 défaites et enregistrant 80 sauvetages. Il enregistre 586 retraits sur des prises.
Il est considéré comme un des plus importants lanceurs de puissance du baseball japonais et détient le record NPB du lancer le plus rapide : une balle rapide chronométrée à 158 km/h au cours de la saison 2004. Ses balles rapides atteignent en moyenne les 154,5 km/h.

### Ligue majeure de baseball
En décembre 2009, Igarashi signe un contrat de 2 ans d'une valeur de 3 millions de dollars US avec les Mets de New York de la Ligue nationale de baseball. Il fait ses débuts dans la Ligue majeure de baseball avec les Mets le 8 avril 2010, lançant une manche en relève contre les Marlins de la Floride.
Il joue deux décevantes saisons à New York. Sa moyenne de points mérités est très élevée (7,12) en 30 manches et un tiers lancées en 2010. En 2011, il accorde 4,66 points mérités par partie malgré quatre victoires portées à sa fiche contre une seule défaite. En deux saisons chez les Mets, sa moyenne s'élève 5,74 avec 67 retraits sur des prises en 69 manches au monticule. Il est libéré de son contrat par l'équipe en octobre 2011.
Le 20 décembre 2011, il accepte un contrat des ligues mineures offert par les Pirates de Pittsburgh. Vers la fin de l'entraînement de printemps des Pirates, le 30 mars 2012, ceux-ci le transfèrent aux Blue Jays de Toronto en échange d'un joueur à être nommé plus tard et une somme d'argent. Igarashi n'effectue que deux présences avec les Jays en 2012, accordant quatre points mérités en une seule manche de travail. Il est réclamé au ballottage par les Yankees de New York le 29 mai.